# 120354 Mikejones
120354 Mikejones è un asteroide della fascia principale. Scoperto nel 2005, presenta un'orbita caratterizzata da un semiasse maggiore pari a 2,2886917 UA e da un'eccentricità di 0,2032139, inclinata di 1,22525° rispetto all'eclittica.